# The Artificial Theory for the Dramatic Beauty
The Artificial Theory for the Dramatic Beauty è l'EP di debutto del gruppo musicale giapponese Crossfaith, pubblicato il 1º aprile 2009 dalla Zestone Records in Giappone e il 20 agosto 2010 dalla Gan-Shin in Europa.

## Tracce
1. If You Want to Wake Up? – 2:00
2. Mirror – 4:05
3. Blue – 3:53
4. Fiction in Hope – 4:32
5. Interlude – 1:12
6. Voices – 3:39
7. K – 4:06
8. Chemicarium – 1:53

## Formazione
- Koie Kenta – voce
- Takemura Kazuki – chitarra
- Ikegawa Hiroki – basso
- Amano Tatsuya – batteria, percussioni
- Tamano Terufumi – tastiera, sintetizzatore, programmazione, voce secondaria